# مسفر القحطاني
مسفر القحطاني (مواليد 15 يناير 1984) هو لاعب كرة قدم سعودي دولي سابق معتزل. لعب سابقاً لأندية الشباب والاتحاد والهلال والنجمة.

## روابط خارجية
- مسفر القحطاني على موقع الاتحاد الدولي (مؤرشف)  (الإنجليزية)